# Sisu Nasu
Sisu Nasu — гусеничний зчленований всюдихід підвищеної прохідності, розроблений компанією Sisu Auto для Сухопутних військ Фінляндії.

Він може перевозити до 17 осіб, а причіп можна адаптувати для різних цілей в залежності від модифікації. Всюдихід призначений для перевезення військ і обладнання по снігу і через болотисті землі на півночі Фінляндії.

## Опис
Sisu Nasu пройшов випробування у 1985 році, а наступного року було замовлено 11 передсерійних одиниць. З тих пір було виготовлено понад 500 всюдиходів для армій Фінляндії, Франції, та Індії.
 
Вони використовуються для транспортування живої сили та озброєння (протитанкових керованих ракет BGM-71 TOW, та 120 мм мінометів). У базових версіях для піхоти використовується зенітний кулемет НСВ 12,7 мм, встановлений на даху.

Існують також командний та санітарний варіанти всюдихода.

Sisu Nasu зовні схожий на Bandvagn 206/208, який також використовується у фінській армії, але він майже на 1 метр довший і на 1000 кг важче. Та має кращу вантажопідйомність. 

## Модифікації
NA-140 BTВипускався з 1986 по 1991 рік. Оснащений бензиновим двигуном Rover 3,5 V-8 (142 кВт/280 Нм). Вага: 4850 кг, Вантажопідйомність: 1950 кг, Довжина: 7,55 м, Ширина: 1,91 м, Висота: 2,30 м, Екіпаж: 5 людей (включаючи водія) у передній частині та 12 у задній частині.
NA-110Випускався між 1992 і 1994 роками. Оснащений дизельним двигуном GM 6,2 L Heavy Duty V-8 (113 кВт/346 Нм). Вага: 5250 кг, Вантажопідйомність: 1950 кг, Довжина: 7,67 м, Ширина: 1,91 м, Висота: 2,38 м, Екіпаж: 5 людей (включно з водієм) у передній частині та 12 у задній частині.
NA-111GT
NA-120 GT
NA-120 GT KV1Броньований варіант, який використовується в операціях ООН.
NA-122Версія, яка несе 120 мм міномет 120 KRH 92 і 14 снарядів у задній частині. У фінській армії називається Krh-TeKa.

## Галерея

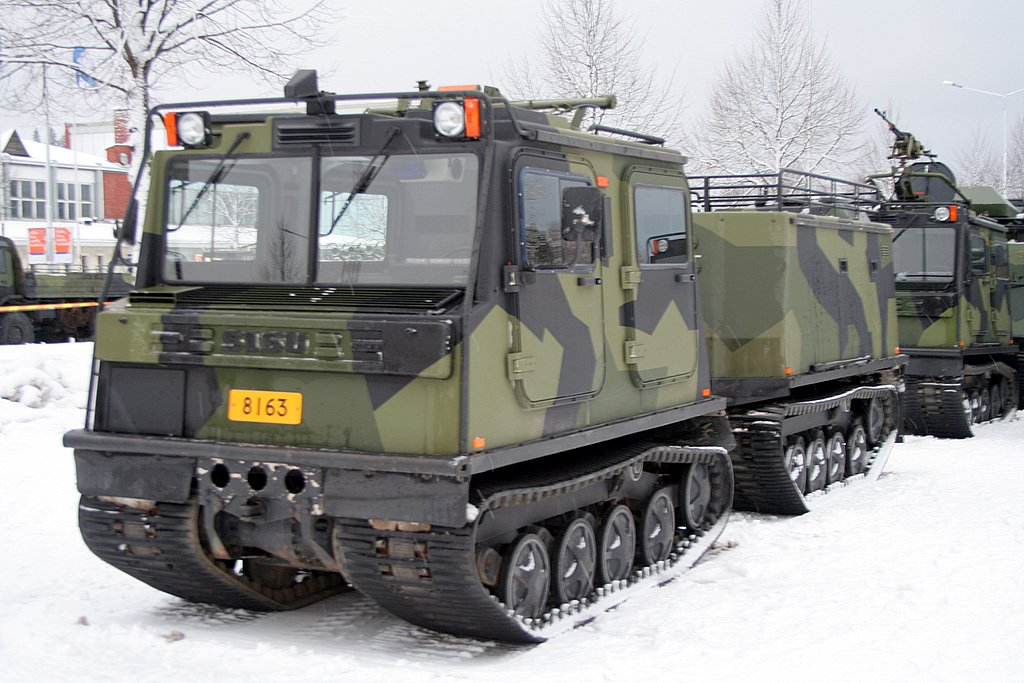
Sisu Nasu NA-110.
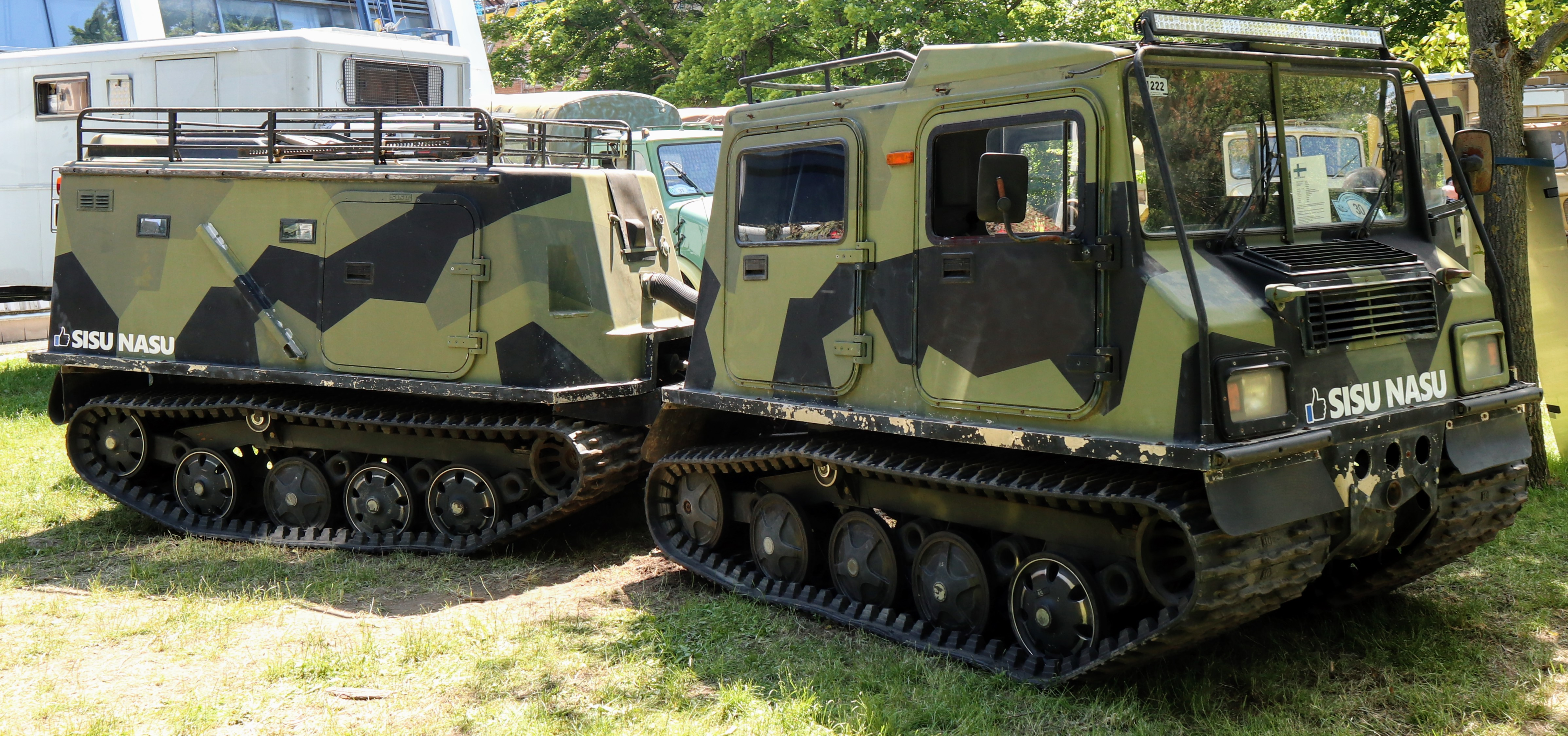
Sisu Nasu Na-140 BT.
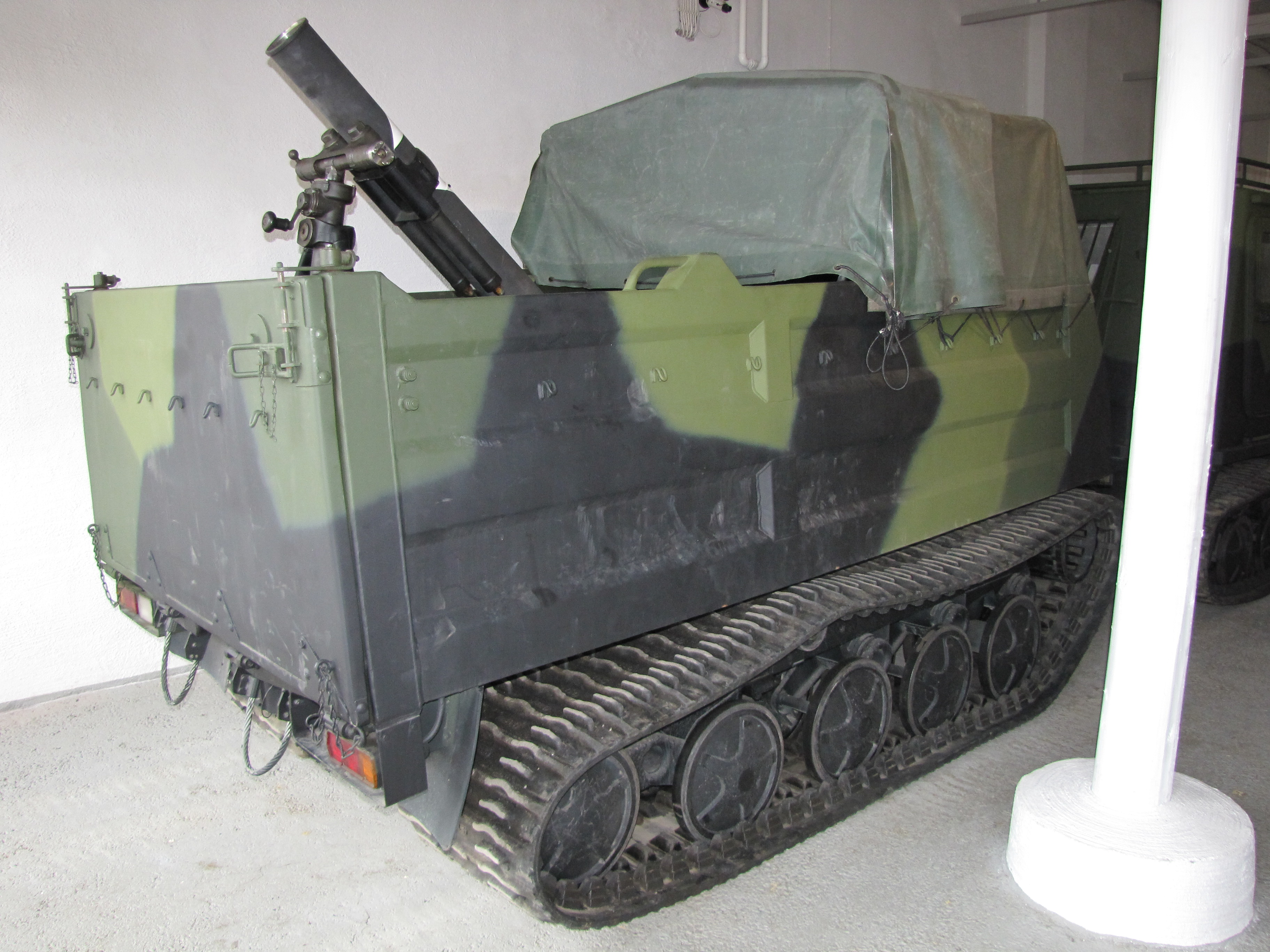
Sisu Nasu NA-122 GT.

## Оператори

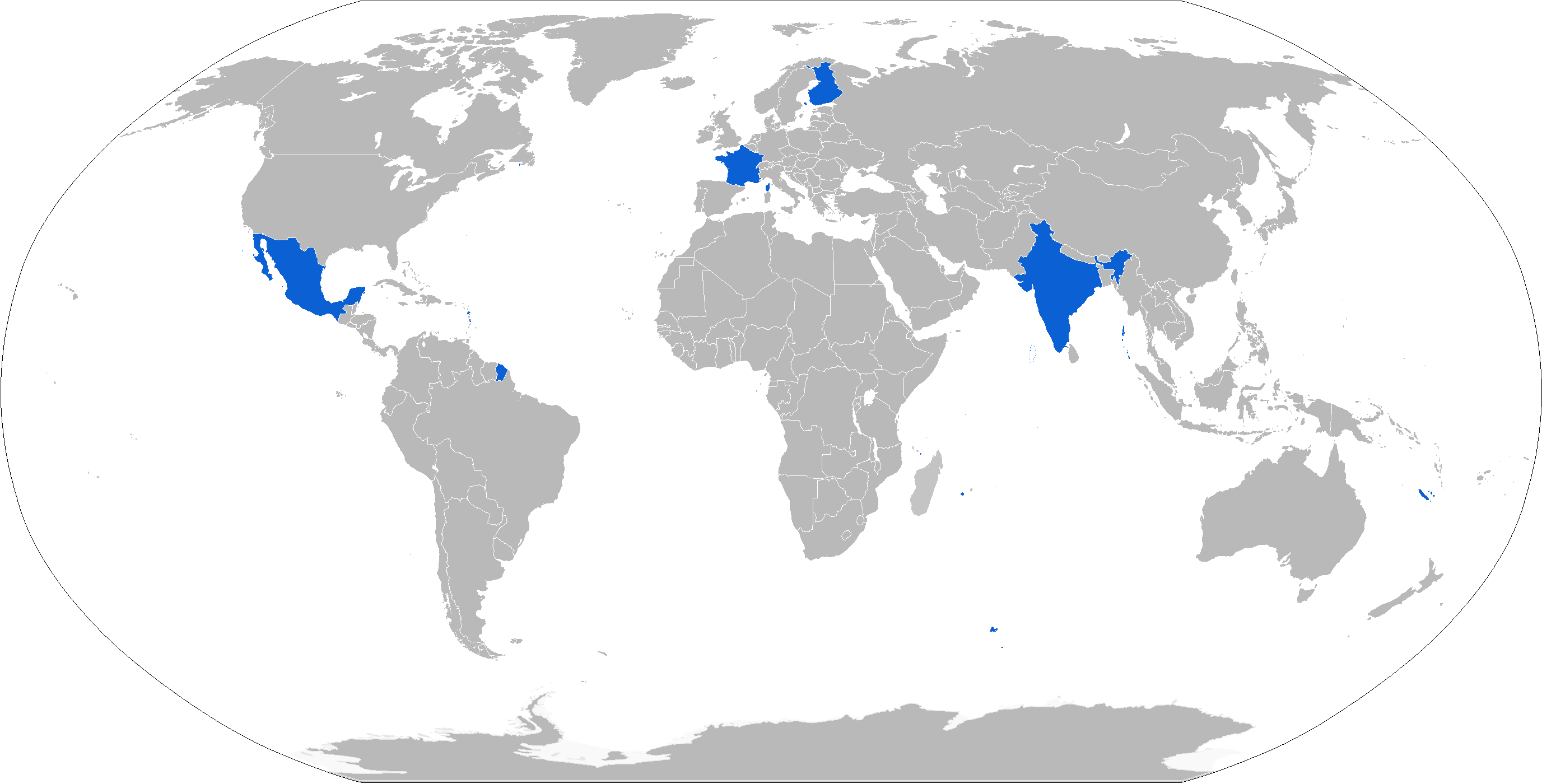
Карта з військовими операторами Sisu Nasu, позначеними синім кольором.

### Поточні оператори
Фінляндія
- Сухопутні війська Фінляндії.

 Франція
- Сухопутні війська Франції.

 Індія
- Сухопутні війська Індії.

 Мексика
- Сухопутні війська Мексики.

### Цивільні Оператори
КНР
- Міністерство лісового господарства (30 транспортних засобів).

 Фінляндія
- Три всюдиходи Sisu Nasu використовуються на фінській антарктичній станції Aboa.
- Кілька пожежних відділів Фінляндії використовують всюдиходи Sisu Nasu.

 Туреччина
- Турецька жандармерія (47 транспортних засобів).

 США
- Один Sisu Nasu використовується пошуково-рятувальною групою округу Дейвіс, штат Юта. Всюдихід був подарований братами Дізель.